# Simone Luedtke
Simone Luedtke (* 2. Juni 1971 in München) ist eine deutsche Politikerin der Partei Die Linke in Sachsen. Sie war von 2008 bis 2022 Oberbürgermeisterin von Borna.

## Biografie
Simone Luedtke wurde am 2. Juni 1971 in München geboren und wuchs in Sankt Augustin auf. 1996 heiratete sie, das Paar hat zwei Kinder
Von 1988 bis 1990 absolvierte sie eine Ausbildung zur Steuerfachgehilfin in Bonn. Neben ihrer beruflichen Tätigkeit erwarb sie 2004 und 2008 Abschlüsse als Betriebswirtin (HWK) und Bilanzbuchhalterin (HWK).

## Politik
Luedtke trat 1992 in die Partei des Demokratischen Sozialismus (PDS) ein und wurde 2001 in den Stadtrat von Borna gewählt. Ab 2007 gehörte sie dem sächsischen Landesvorstand ihrer Partei (Die Linke) an. 2008 trat sie ihr Amt als Oberbürgermeisterin der Großen Kreisstadt Borna an. Für Sachsen wurde sie in die 14. Bundesversammlung (2010) gewählt. Zudem ist sie ehrenamtliche Kreisrätin im Landkreis Leipzig und dort Vorsitzende der Linken-Fraktion.
Mit der Wahl in den Parteivorstand der Linken 2012 legte Luedtke ihr Mandat im Landesvorstand nieder. Dem Parteivorstand gehörte sie bis 2022 an. Aktuell (Oktober 2022) läuft gegen Luedtke ein Parteiausschlussverfahren. Ihr wird parteischädigendes Verhalten vorgeworfen, da sie 2022 bei der Landratswahl im Landkreis Leipzig und der Oberbürgermeisterwahl in Grimma öffentlich die Gegenkandidaten der Linken-Kandidaten unterstützt hat.
Ebenfalls im Jahre 2012 wurde sie zur Vorsitzenden des Kommunalpolitischen Forums Sachsen gewählt.